# アグダ・ロッセル
アグダ・ロッセル(スウェーデン語: Agda Viola Rössel, 旧姓Jäderström, 1910年11月4日 - 2001年5月27日)は、スウェーデンの外交官であり、政治家。国連常駐代表を女性として初めて務めた人物。国連において、死刑廃止、女性の権利、女性の割礼問題を推進。

## 概要
アグダ・ロッセルは、ニューヨークの国連でスウェーデン国連常駐代表として1958年から1964年まで務めた。次に1969年までユーゴスラビアの首都ベオグラードで、1969年から1973年までチェコスロバキアの首都プラハで、1973年から1976年までギリシャの首都アテネでスウェーデン大使として働いた。
アーグダは国連において死刑廃止と女性の割礼問題、家族計画、平等や女性の権利、難民などの問題を推進した。彼女が国連常駐代表に就任する前には、国連の議題にあがることのない難しい問題だった。

## 青年期
アグダ・ロッセル(旧姓Agda Jäderström)は、スウェーデン北部のノールボッテン地方のイェリバレの近くで6人の子供の家族に4番目の子供として生まれた。彼女の父親は鉄道員だった。医者になるための教育を望んでいたが、母親の病気と7人の家族の世話をしなければならないという経済的問題のために、彼女の学業は長年中断された。知人や親戚の経済的支援を受けて、才能のある少女はストックホルムの社会研究所で勉強するようになった。

## 初期の経歴
1939年に専門学校を卒業した後、彼女は労働組合に関連するキャリアを選び、ストックホルムホテルグループの人事部で働き、その後オンブズマンとして電話会社で働いた。1943年、裕福なエステルマルム家の反対にもかかわらず、作家のジェームズ・ロッセルと結婚した、2人の子供をもうけたが、男性の精神的な問題のために離婚し、アグダは勉強してキャリアを追求している間、子供たちの唯一の親であり続けた。労働市場委員会（Arbetsmarknadsstyrelsen）とRäddaBarnen-lastenapujärjestössäの指導的地位で急速に進歩した。1950年代には、国連人権委員会のスウェーデン代表団のメンバーとして国際的な地位に就いた。

## 国連常駐代表
1958年、スウェーデンは彼女を（グンナル・ヤリング(1956年-1958年)に代わって）国連常駐代表に任命し、国連機関でその役職に就いた最初の女性となった。彼女は1958年8月8日に資格情報を提示した。アーステン・ウンデーン外相は、彼女をプロの外交官ではなかったがその役職に選んだ。彼女は1964年までその役職に就いていた。国連常駐代表はスヴェルケル・オストロムに引き継がれた。この在職期間中、彼女は国連安全保障理事会にも参加した。国連常駐代表の在職の間に、彼女は死刑廃止と女性の割礼の廃止、女性の権利のためにキャンペーンを行った。

## スウェーデン大使
アグダは国連常駐代表の任務の後、スウェーデン大使として1964年から1969年までブルガリアとユーゴスラビアの首都ベオグラードに、1969年から1973年までチェコスロバキアの首都プラハに、1973年から1976年までギリシャの首都アテネに勤務した。

## 私生活
彼女は1943年から1951年の間にジェイムス・ロッセルと結婚していた。彼女は2001年5月に90歳で亡くなった。